# Phrixgnathus hamiltoni
Phrixgnathus hamiltoni är en snäckart som först beskrevs av Suter 1896.  Phrixgnathus hamiltoni ingår i släktet Phrixgnathus och familjen punktsnäckor. Inga underarter finns listade i Catalogue of Life.